# Березівка (Коростенський район)
Березі́вка — село в Україні, у Горщиківській сільській територіальній громаді Коростенського району Житомирської області. Кількість населення становить 299 осіб (2001). До 1923 року — хутір. У 1923—54 роках — адміністративний центр однойменної сільської ради.

## Населення
В кінці 19 століття в поселенні нараховувалося 15 дворів та 80 мешканців. Станом на 1906 рік — 13 дворів та 94 мешканці.
Кількість населення, станом на 1923 рік, становила 867 осіб, кількість дворів — 164.
Відповідно до результатів перепису населення СРСР, кількість населення, станом на 12 січня 1989 року, становила 432 особи.
Станом на 5 грудня 2001 року, відповідно до перепису населення України, кількість мешканців села становила 299 осіб.

## Історія
В кінці 19 століття — хутір Іскоростської волості Овруцького повіту Волинської губернії, за 60 верст від м. Овруч.
В 1906 році — хутір в складі Іскоростської волості (2-го стану) Овруцького повіту Волинської губернії. Відстань до повітового центру, м. Овруч, становила 60 верст, до волосної управи, в містечку Іскорость — 20 верст. Найближче поштово-телеграфне відділення розташовувалось в Іскорості.
У 1923 році — сільце, увійшло до складу новоствореної Березівської сільської ради, котра, від 7 березня 1923 року, стала частиною новоутвореного Коростенського (у 1924—30 роках — Ушомирський) району Коростенської округи; адміністративний центр ради. Відстань до районного центру, м. Коростень, становила 14 верст.
1 червня 1935 року, в складі сільської ради, внаслідок ліквідації Коростенського району, підпорядковане Коростенській міській раді Київської області. 28 лютого 1940 року повернуте до складу відновленого Коростенського району Житомирської області. 11 серпня 1954 року, внаслідок ліквідації Березівської сільської ради, село передане до складу Горщиківської сільської ради Коростенського району Житомирської області.
22 липня 2016 року, відповідно до рішення Житомирської обласної ради, село увійшло до складу новоствореної Горщиківської сільської територіальної громади Коростенського району Житомирської області.

## Галерея

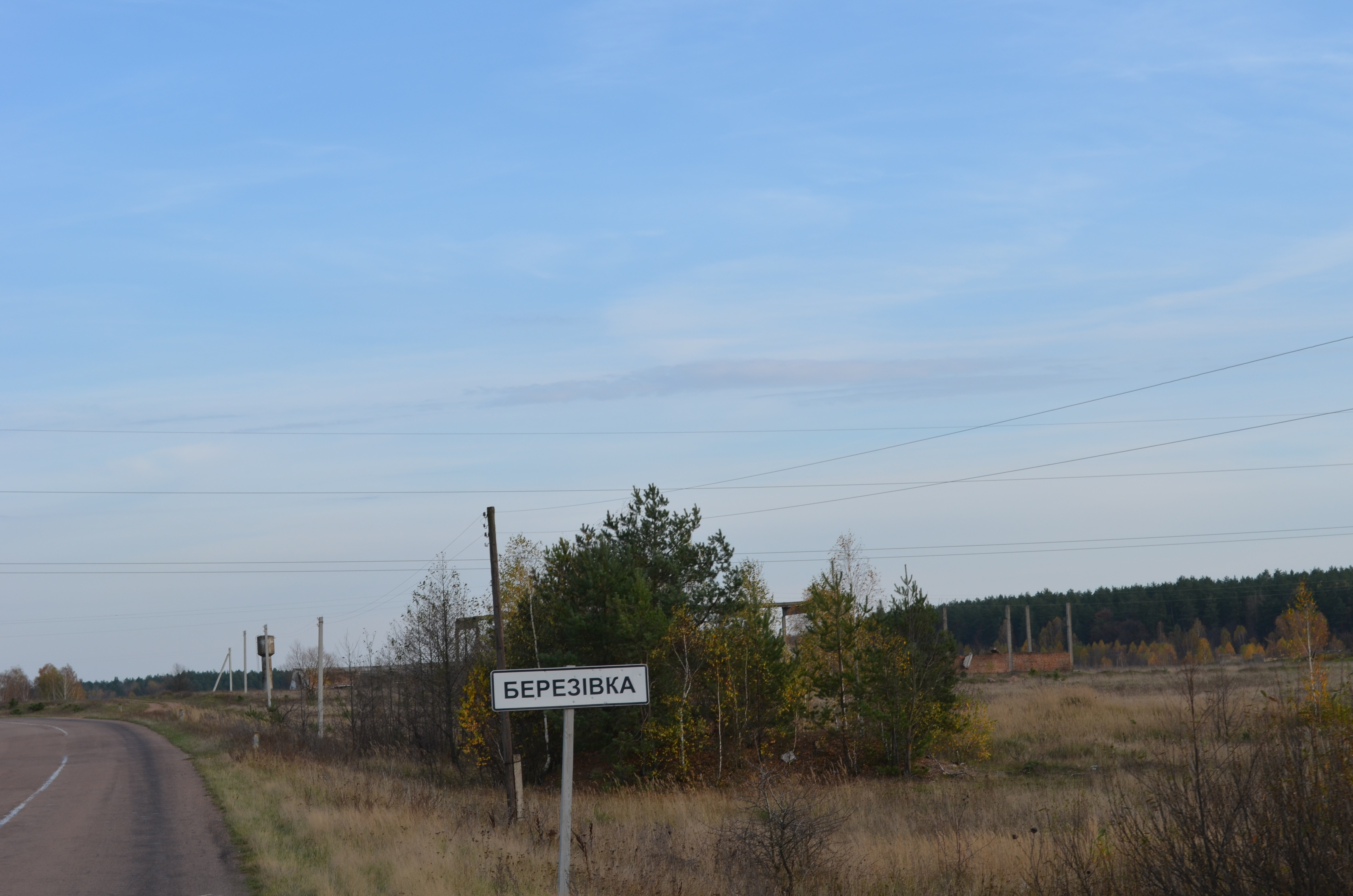
В'їзд до села
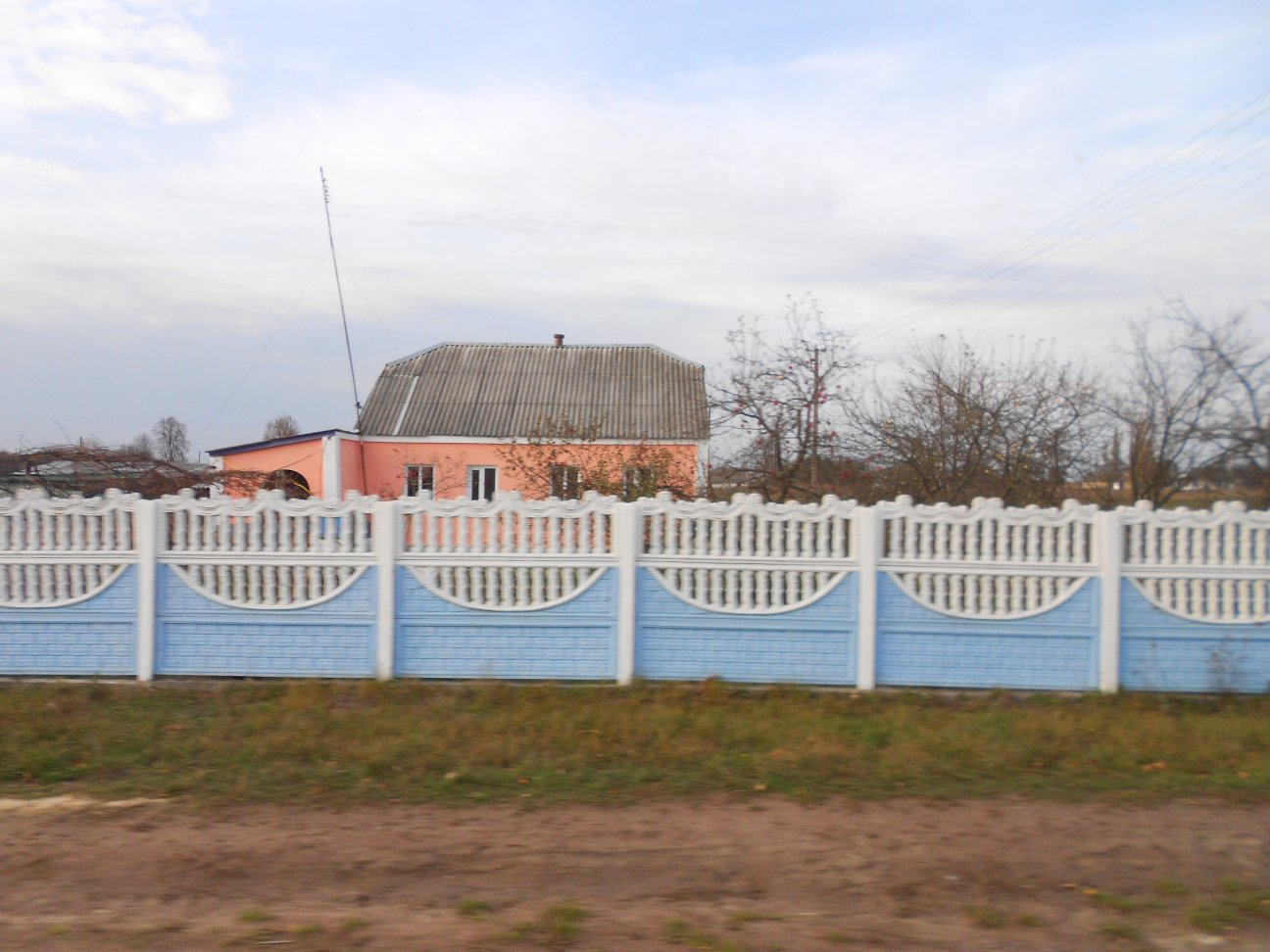
Сільська садиба
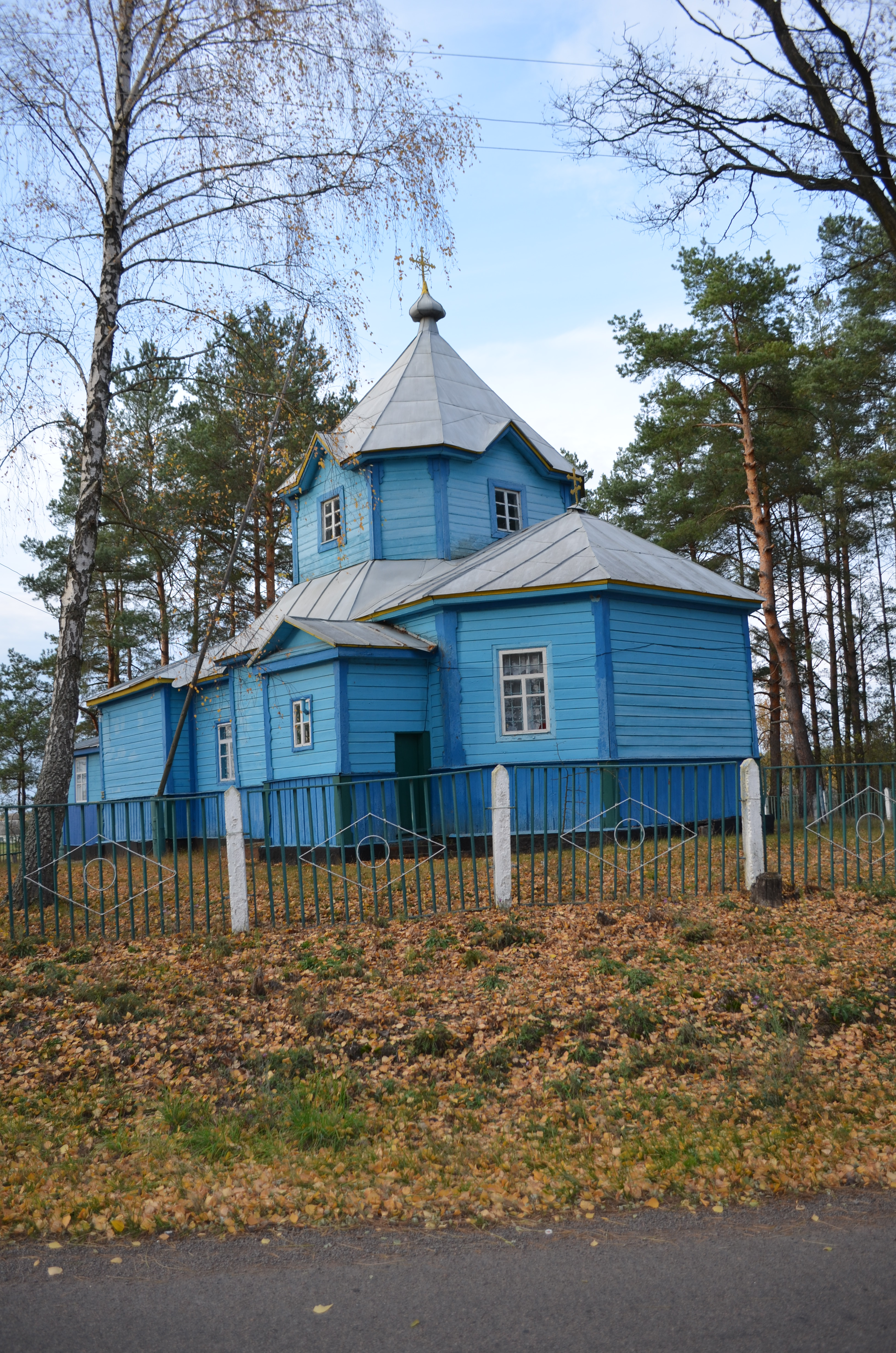
Церква